# Medailové pořadí na Zimních olympijských hrách 1964
Toto je medailové pořadí zemí na Zimních olympijských hrách 1964, které se konaly v Innsbrucku v Rakousku od 29. ledna 1964 do 9. února 1964. Těchto her se zúčastnilo 1091 sportovců z 36 zemí v 34 disciplínách v 6 sportech.

## Počet medailí
Toto je kompletní tabulka počtu medailí udělených na Zimních olympijských hrách 1964 podle údajů Mezinárodního olympijského výboru.
| Pořadí | Země                           | Zlato | Stříbro | Bronz | Celkem |
| ------ | ------------------------------ | ----- | ------- | ----- | ------ |
| 1      | Sovětský svaz (URS)            | 11    | 8       | 6     | 25     |
| 2      | Rakousko (AUT)                 | 4     | 5       | 3     | 12     |
| 3      | Norsko (NOR)                   | 3     | 6       | 6     | 15     |
| 4      | Finsko (FIN)                   | 3     | 4       | 3     | 10     |
| 5      | Francie (FRA)                  | 3     | 4       | 0     | 7      |
| 6      | Tým sjednoceného Německa (EUA) | 3     | 3       | 3     | 9      |
| 7      | Švédsko (SWE)                  | 3     | 3       | 1     | 7      |
| 8      | Spojené státy americké (USA)   | 1     | 2       | 3     | 6      |
| 9      | Nizozemsko (NED)               | 1     | 1       | 0     | 2      |
| 10     | Kanada (CAN)                   | 1     | 0       | 2     | 3      |
| 11     | Velká Británie (GBR)           | 1     | 0       | 0     | 1      |
| 12     | Itálie (ITA)                   | 0     | 1       | 3     | 4      |
| 13     | Severní Korea (PRK)            | 0     | 1       | 0     | 1      |
| 14     | Československo (TCH)           | 0     | 0       | 1     | 1      |
| Celkem | Celkem                         | 34    | 38      | 31    | 103    |